# Brandon Hagel
Brandon Hagel (Saskatoon, Saskatchewan, 27 de agosto de 1998), apodado Bagel, es un jugador profesional canadiense de hockey sobre hielo que se desempeña en la posición de extremo izquierdo en Tampa Bay Lightning, equipo de la National Hockey League (NHL).

## Carrera
Fue seleccionado en la sexta ronda en la NHL Entry Draft de 2016. En 2019 hizo su debut profesional con el equipo Chicago Blackhawks, en el cual jugó tres temporadas (2019-2021), después pasó a Tampa Bay Lightning, donde lleva jugando tres temporadas.